# Слободан Давинић
Слободан Давинић (Власотинце, 1959) српски је лекар и глумац. Давинић је интерниста нефролог из Власотинца. У служби од 1990, дао је значајан допринос пољу нефрологије и развоју медицинске службе. Хонорарно се бави глумом, а познат је по улогама у телевизијским серијама Синише Павића, Бела Лађа и Јунаци нашег доба.

## Биографија
Медицински факултет завршио је у Нишу и на истом факултету положио специјалистички испит из интерне медицине 1995. Магистарски рад "Кардиоваскуларне компликације код хроничних болесника на хемодијализи" дао је децембра 1999. године на Медицинском факултету у Нишу.
Најпре је радио у Дому здравља у Власотинцу од 1984. до 1990. године, а затим у Служби урологије и нефрологије. Примаријус је од јануара 2001. године. Аутор је великог броја научник радова и учесник конференција на националном и интернационалном нивоу.
Поред своје струке, Давинић се хонорарно бави глумом, а своју прву запаженију телевизијску улогу остварио је у серији Бела лађа, Синише Павића, где је тумачио лик Григорија. Давинић је добио улогу и у серији Јунаци нашег доба, истог сценаристе, из 2019. године.

## Филмографија
| Год.         | Назив                     | Улога                                  |
| ------------ | ------------------------- | -------------------------------------- |
| 2007.        | Оно наше што некад бејаше | месар                                  |
| 2009 — 2012. | Бела лађа                 | Анђелко Анђелковић „Григорије — Гриша” |
| 2019 — 2020. | Јунаци нашег доба         | Јордан Цветковић „Баничка”             |